# Propaganda Due
Propaganda Due, poznatija pod skraćenicom P2, bila je masonska loža, pod zaštitom Velikog orijenta Italije do 1974. godine, koja je u svom članstvu imala brojne visoke pripadnike mafije, političare, zastupnike i poduzetnike te je tijekom 60-ih i 70-ih godina 20. stoljeća bila umiješana u brojne političke skandale, ubojstva nepodobnih političara, ali i vlastitih članova kao i gospodarske i novčane prijevare. Zbog svoje umreženosti u političke, pravosudne i gospodarske organe Republike Italije i utjecaja na donošenje političkih i dr. odluka, bilo na državnoj bilo međudržavnoj razini, nazivana je „državom u državi” i „vladom u sjeni”.
Nakon što je policija u pretresu stana Licia Gellija, vođe lože s masonskim naslovom Maestro venerabile, pronašla popis 962 člana lože, koji je sadržavao imena 44 parlamentarna zastupnika, 49 bankara, trojice ministara, preko dvije stotine vojnih časnika, šefova svih talijanskih tajnih službi, kao i imena Silvija Berlusconija, Roberta Calvija (čelnika propale banke Ambrosiano), admirala Giovannia Torrisija (šefa Glavnog stožera talijanske vojske) i cijelog niz generala, pet dana nakon javnog objavljivanja premijer Arnaldo Forlani raspustio je postojeću vladu, čiji su neki članovi također bili na objavljenom popisu, nakon neovisne istrage Talijanskog parlamenta na čelu s ministricom zdravstva Tinom Anselmi.